# Negrões
Negrões ist eine Gemeinde (Freguesia) im portugiesischen Kreis Montalegre. In ihr leben 132 Einwohner (Stand 19. April 2021). Die Gesamtfläche beträgt 18,98 km². Die Einwohnerdichte liegt bei 9,3 Einwohner / km².